# دوري ليسوتو لكرة القدم 2016–17
دوري ليسوتو لكرة القدم 2016–17 هو موسم من دوري ليسوتو لكرة القدم. فاز فيه Bantu FC ‏.